# Valerian Gvilia
Valerian "Vako" Gvilia (Georgisch: ვალერიან "ვაკო" გვილია; Oekraïens: Валеріане Ярославович Гвілія) (Zoegdidi, 24 mei 1994) is een Georgisch voetballer die als middenvelder speelt. Naast de Georgische nationaliteit, bezit hij tevens de Oekraïense nationaliteit. In augustus 2021 verruilde hij Legia Warschau transfervrij voor Raków Częstochowa. Sinds zijn vertrek bij deze club in januari 2023 is hij clubloos.